# Nagrada Goya
Nagrada Goya (špa. los Premios Goya) je najznačajnija španjolska nacionalna filmska nagrada. Smatra se španjolskim ekvivalentom američkog Oscara.
Dodjeljuje se od 1987. godine,  nedugo nakon osnivanja španjolske Akademije filmske umjetnosti i znanosti ((špa. Academia de las Artes y las Ciencias Cinematográficas de España). Prva ceremonija dodjele održana je 16. ožujka 1987. u Teatro Lope de Vega u Madridu. Svećanost se održava jednom godišnje krajem siječnja, a nagrade se dodjeljuju filmovima nastalim tijekom prethodne godine.
Nagrada je mala brončana bista Francisca Goye koju je izradio kipar José Luis Fernandez.

## Kategorije
- Nagrada Goya za najbolji film
- Nagrada Goya za najboljeg redatelja
- Nagrada Goya za najboljeg redatelja debitanta
- Nagrada Goya za najbolji originalni scenarij
- Nagrada Goya za najbolji adaptirani scenarij
- Nagrada Goya za najboljeg glavnog glumca
- Nagrada Goya za najbolju glavnu glumicu
- Nagrada Goya za najboljeg sporednog glumca
- Nagrada Goya za najbolju sporednu glumicu
- Nagrada Goya za najboljeg mladog glumca
- Nagrada Goya za najbolju mladu glumicu
- Nagrada Goya za najbolju originalnu glazbu
- Nagrada Goya za najbolju pjesmu
- Nagrada Goya za najbolju montažu
- Nagrada Goya za najbolju fotografiju
- Nagrada Goya za najbolju produkciju
- Nagrada Goya za najbolju umjetničku produkciju
- Nagrada Goya za najbolju kostimografiju
- Nagrada Goya za najbolju šminku i frizuru
- Nagrada Goya za najbolji zvuk
- Nagrada Goya za najbolje specijalne efekte
- Nagrada Goya za najbolji animirani film
- Nagrada Goya za najbolji kratkometražni animirani film
- Nagrada Goya je najbolji kratkometražni dokumentarni film
- Nagrada Goya za najbolji kratkometražni igrani film
- Nagrada Goya za najbolji europski film
- Nagrada Goya za najbolji dokumentarni film
- Nagrada Goya za najbolji strani film na španjolskom jeziku
- Počasna nagrada Goya

## Vanjske poveznice
- Nagrada Goya na academiadecine.com[neaktivna poveznica]
- Nagrada Goya na IMDb-u  Arhivirana inačica izvorne stranice od 23. ožujka 2010. (Wayback Machine)